# 福岡県道85号福岡志摩線
福岡県道85号福岡志摩線（ふくおかけんどう85ごう ふくおかしません）は、福岡県福岡市西区から糸島市に至る県道（主要地方道）である。

## 概要
福岡市西区横浜一丁目から糸島市志摩野北に至る
元岡郵便局付近から九大新町口交差点までは九州大学伊都キャンパスへのアクセス路（都市計画道路学園通線）の一部を構成しており、片側2車線で自転車道付きの道路に改築された。

### 路線データ
- 起点：福岡県福岡市西区横浜一丁目（横浜交差点、福岡県道54号福岡志摩前原線交点）
- 終点：福岡県糸島市志摩野北（野北交差点、福岡県道54号福岡志摩前原線交点）

## 歴史
- 1993年（平成5年）5月11日 - 建設省から、県道野北前原線の一部・県道船越元岡横浜線の一部が福岡志摩線として主要地方道に指定される[1]。

## 路線状況

### 重複区間
- 福岡県道566号大原周船寺停車場線（福岡市西区丸川1丁目 - 福岡市西区太郎丸1丁目・元岡小学校東交差点）
- 福岡県道507号宮ノ浦前原線（糸島市志摩馬場・馬場交差点 - 糸島市志摩松隈）

### 道路施設

#### 橋梁
- 玄洋橋（江ノ口川、福岡市西区）
- 東代地川（周船寺川、福岡市西区）
- 新川橋（弁天河、福岡市西区）
- 平石橋（火山川、糸島市）

## 地理

### 通過する自治体
- 福岡市（西区）
- 糸島市

### 交差する道路
| 交差する道路                                 | 市町村名 | 市町村名 | 交差する場所 | 交差する場所       |
| -------------------------------------------- | -------- | -------- | ------------ | ------------------ |
| 福岡県道54号福岡志摩前原線                   | 福岡市   | 西区     | 横浜一丁目   | 横浜交差点 / 起点  |
| 福岡県道566号大原周船寺停車場線 重複区間起点 | 福岡市   | 西区     | 丸川1丁目    |                    |
| 福岡県道566号大原周船寺停車場線 重複区間終点 | 福岡市   | 西区     | 太郎丸1丁目  | 元岡小学校東交差点 |
| 福岡県道567号桜井太郎丸線                    | 福岡市   | 西区     | 大字太郎丸   | 九大新町口交差点   |
| 福岡県道507号宮ノ浦前原線 重複区間起点       | 糸島市   | 糸島市   | 志摩馬場     | 馬場交差点         |
| 福岡県道507号宮ノ浦前原線 重複区間終点       | 糸島市   | 糸島市   | 志摩松隈     |                    |
| 福岡県道570号津和崎潤線                      | 糸島市   | 糸島市   | 志摩松隈     |                    |
| 福岡県道506号船越前原線                      | 糸島市   | 糸島市   | 志摩初       | 初交差点           |
| 福岡県道569号桜井吉田線                      | 糸島市   | 糸島市   | 志摩吉田     |                    |
| 福岡県道54号福岡志摩前原線                   | 糸島市   | 糸島市   | 志摩野北     | 野北交差点 / 終点  |

### 沿線
- 福岡市立玄洋中学校
- 福岡市立西都北小学校
- 福岡県立玄洋高等学校
- 福岡市立元岡中学校
- 福岡市立元岡小学校
- 志摩中央公園
- 糸島市役所 志摩庁舎（旧・志摩町役場）